# Klinter
Klinter is een bestuurslaag in het regentschap Pasuruan van de provincie Oost-Java, Indonesië. Klinter telt 2247 inwoners (volkstelling 2010).